# الحاضرون العشرة

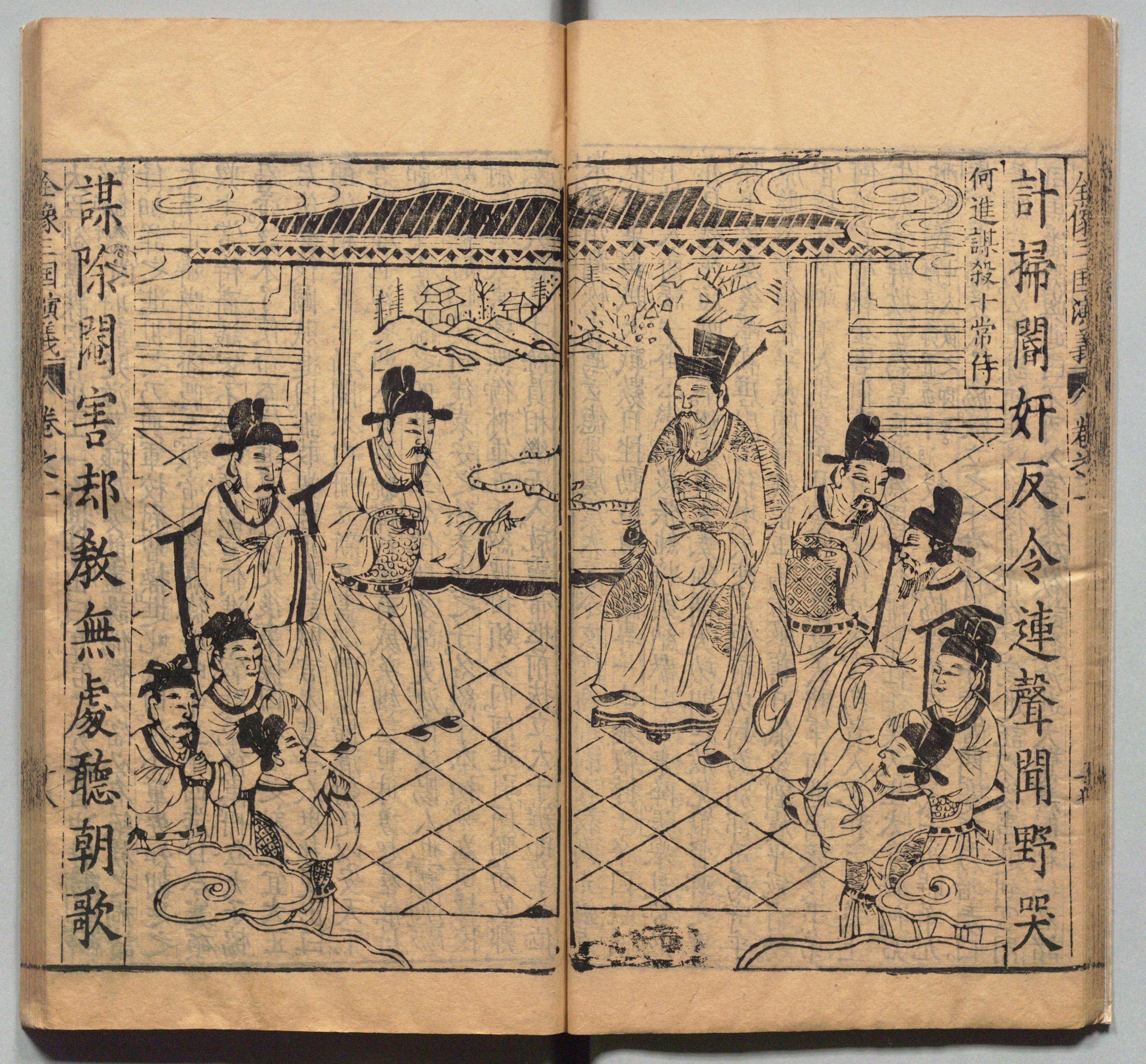
تصوير للحاضرين العشرة في «رومانسية الممالك الثلاث»

الحاضرون العشرة (بالصينية: 十常侍) هم مجموعة مؤلفة من مسؤولين في الصين في البلاط الإمبراطوري لمملكة هان في عهد الإمبراطور لينغ (سنة 168م-189م) وكانوا مقربين جدا من الإمبراطور لينغ.

## الأعضاء
- زانغ رانغ
- زيا زون
- غاو شينغ
- سون زانغ
- بي لان
- لي سونغ
- دوان غوي
- غاو وانغ
- زانغ غونغ
- هان كواي

## التأسيس
تأسس هذا التكتل في سنة 168 عقب وفاة الإمبراطور هوان و تقلد الإمبراطور لينغ عرش مملكة هان
ويعتبر زانغ رانغ من ينغ شوان المؤسس الحقيقي وقد خدم الأمبراطور هواي (146-168) من مملكة هان وقد كرمهم الإمبراطور لينغ وأعطاهم لقب ماريكاز وكانوا يخدمون الإمبراطور و حريمه

## تمرد العمامات الصفراء
هو تمرد قام ضد سلطة سلالة هان في عهد الإمبراطور لينغ وقد تم قمع هذه الثورة التي كادت أن تسقط مملكة هان سنة 181 بعد 8 أشهر من اندلاعها
وقد ساهم أبطال هان وهم سون جيان وتساو تساو ويوان شاو وهي جين في قمعها تحت إشراف البلاط و الإمبراطور لينغ و قد ساعد هؤلاء الوزراء أيضا في قمعها مما زاد من مكانتهم عند الإمبراطور

## اصل التسمية
يسمون في اللغة الصينية شي زونغ تشانغ زي وأصل التسمية أي الحاضرين العشرة أنهم عشرة مسؤولون كانوا يحضرون دائما الاجتماعات الإمبراطورية ل الإمبراطور لينغ

## موت الإمبراطور لينغ
في سنة 189م توفي الإمبراطور لينغ وتم تعيين إبنه ليو بيان البالغ 14 سنة إمبراطورا عرف بالإمبراطور شاو
وقد عين هذا الأخير خاله هي جين في منصب القائد العام للقوات المسلحة، وأراد هي جين التخلص منهم لرغبتهم في تسلم الوصاية على الإمبراطور
وعندها أمر هي جين و بنصيحة من مستشاره يوان شاو القوات العسكرية لمقاطعة زي ليانغ و حكامها
دونغ تشو و وانغ كوانغ و شياو ماو و دينغ يوان بالتقدم نحو العاصمة لقتلهم إلا أن الحاضرين العشرة عرفوا بالأمر فدبروا له خدعة فقتلوا هي جين و إختطفوا الإمبراطور شاو وأخيه ليو زي إلى ضفة نهر العاصمة
عندها هاجم يوان شاو الصقر وقتل جميع الحاضرون
بعد قتلهم على يد يوان شاو و يوان شو وصل دونغ تشو للعاصمة فرحب به يوان شاو وبعد شهر إقترح دوغ تشو على يوان شاو عزل الإمبراطور شاو فرفض يوان بعدها غادر العاصمة لمقاطعة جيزو وبدا في تنظيم التحالف الجديد ضد سلطة دونغ تشو.
وفي عام 189 أمر دونغ تشو الإمبراطور شاو بالتنحي عن العرش و قرر تنصيب شقيقه ليو زي إمبراطور جديدا عرف باسم الإمبراطور شيان والذي عين دونغ تشو في منصب الموجه الإمبراطوري و رئيسا لوزراء